# قطعنامه ۱۵۲۳ شورای امنیت
قطعنامه  ۱۵۲۳ شورای امنیت سازمان ملل متحد که در تاریخ ۳۰ ژانویه ۲۰۰۴ تصویب شد، سندی بین‌المللی دربارهٔ بررسی وضعیت صحرای غربی است. این قطعنامه طی نشست ۴۹۰۵ام با ۱۵ رای موافق، ۰ مخالف و ۰ ممتنع تصویب شد.